# آرثر ستانتون
آرثر ستانتون (بالإنجليزية: Arthur Stanton)‏ (1892 في المملكة المتحدة - ) هو لاعب كرة قدم بريطاني (وحمل سابقاً جنسية المملكة المتحدة لبريطانيا العظمى وأيرلندا) في مركزي الدفاع والظهير. لعب مع برمنغهام سيتي.